# مغس تبة (ياتري)
مغس تبة (بالفارسية: مگس تپه) هي منطقة سكنية تقع في إيران في قسم ياتري الريفي.